# Parafia św. Mikołaja Biskupa w Lubaniu
Parafia Świętego Mikołaja Biskupa w Lubaniu – rzymskokatolickia parafia z siedzibą w Lubaniu. Administracyjnie należy do diecezji włocławskiej (dekanat nieszawski).
Odpust parafialny odbywa się we wspomnienie św. Mikołaja – 6 grudnia.
Proboszcz
- ks. kan. mgr lic. Marian Jaros